# Manoba munda
Manoba munda är en fjärilsart som beskrevs av De Joan 1928. Manoba munda ingår i släktet Manoba och familjen trågspinnare. Inga underarter finns listade i Catalogue of Life.